# Muscle court fléchisseur du petit orteil
Le muscle court fléchisseur du petit orteil (en latin flexor digiti minimi brevis) ou muscle court fléchisseur du cinquième orteil ou muscle court fléchisseur du petit doigt du pied  est un muscle du membre inférieur situé dans la face plantaire du pied.

## Description
Le muscle court fléchisseur du petit orteil est un muscle grêle intrinsèque de la loge plantaire latérale du pied. Il relie l'os cuboïde à la phalange proximale du cinquième orteil.

## Origine
Le muscle court fléchisseur du petit orteil se fixe sur la tubérosité de la face inférieure de l'os cuboïde, sur la gaine plantaire du tendon du muscle long fibulaire et la base du cinquième métatarsien. 

## Trajet
Le muscle court fléchisseur du petit orteil longe le bord inférieur du cinquième métatarsien.

## Terminaison
Le muscle court fléchisseur du petit orteil s'insère sur la face inférieure de base de la première phalange proximale du petit orteil.

## Innervation
Le muscle court fléchisseur du petit orteil est innervé par le nerf plantaire latéral.

## Vascularisation
Le muscle court fléchisseur du petit orteil est vascularisé par une branche de l'artère plantaire latérale.

## Anatomie fonctionnelle
Le muscle court fléchisseur du petit orteil est fléchisseur du cinquième orteil.

## Galerie

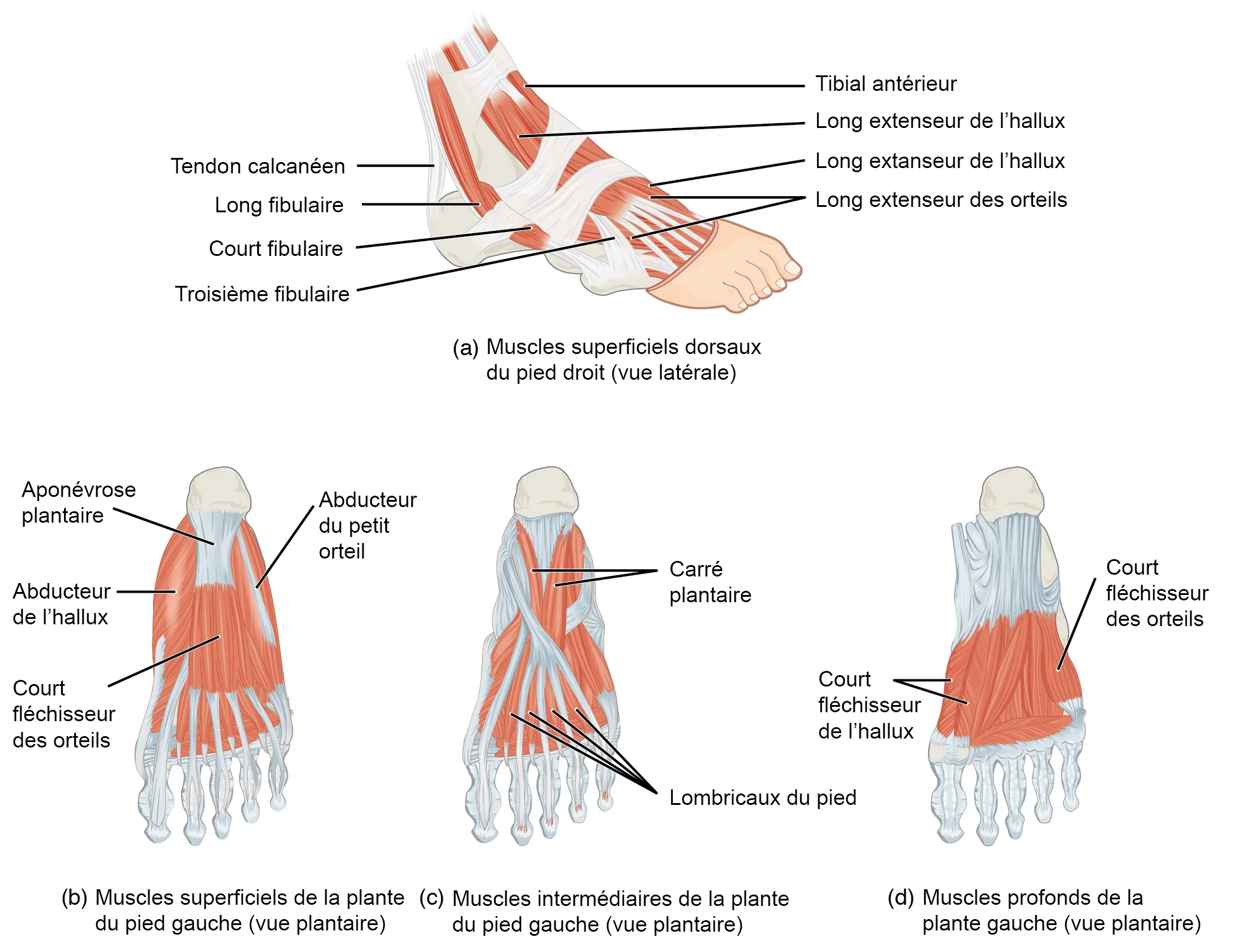
Muscle du pied
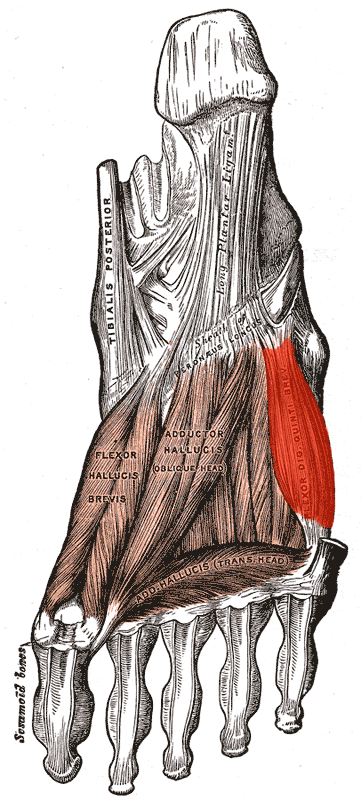
Muscle court fléchisseur du petit orteil.
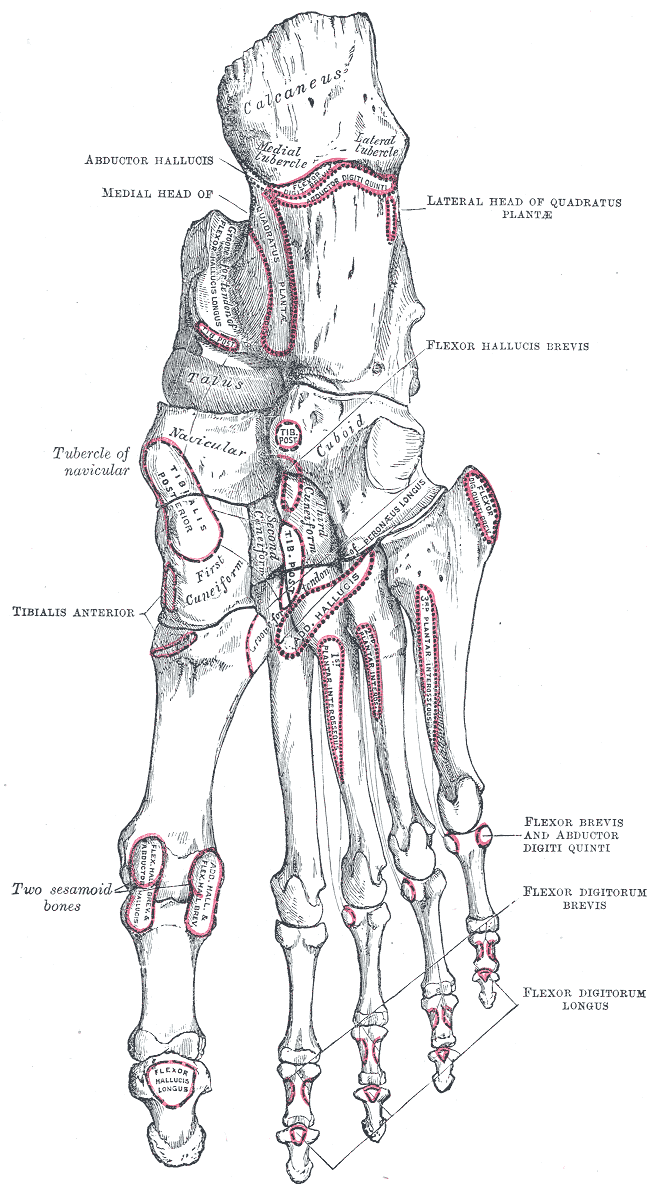
Vue plantaire des os du pied droit.
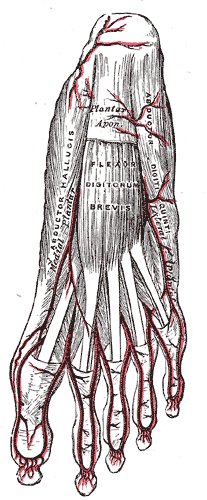
Vaisseaux de la face plantaire du pied.
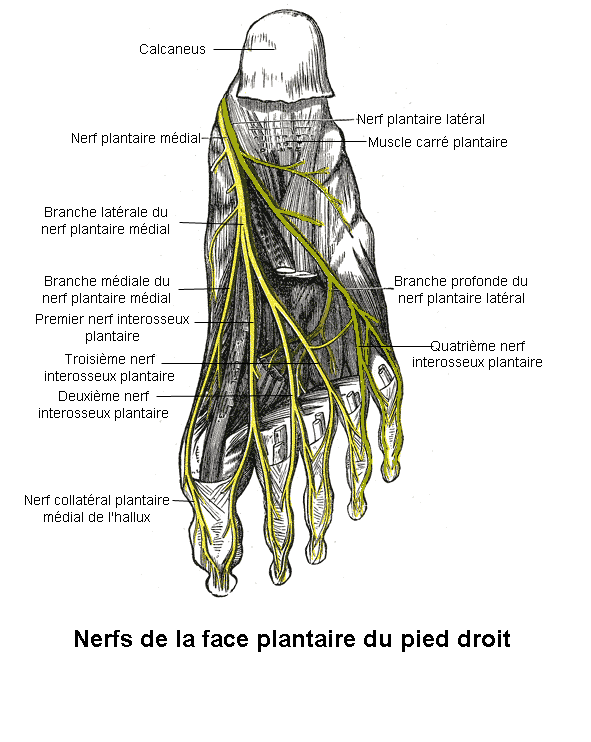
Nerfs de la face plantaire du pied.